# Xian de Zheng'an
Le xian de Zheng'an (正安县 ; pinyin : Zhèng'ān Xiàn) est un district administratif du centre de la province du Guizhou en Chine. Il est placé sous la juridiction de la ville-préfecture de Zunyi.

## Démographie
La population du district était de 563 143 habitants en 1999.